# بابلو يموان
بابلو يموان (بالإسبانية: Pablo Lemoine)‏ هو لاعب اتحاد الرغبي أوروغواياني، ولد في 1 مارس 1975 في مونتفيدو في الأوروغواي.

## وصلات خارجية
- بابلو يموان عل موقع إسبنسكروم (الإنجليزية)
- بابلو يموان على موقع ItsRugby.co.uk (الإنجليزية)